# Casco antiguo de Cardona
El casco antiguo de Cardona es un conjunto histórico protegido como Bien Cultural de Interés Nacional de la ciudad de Cardona en la comarca del Bages (provincia de Barcelona).

## Descripción
El castillo de Cardona fue ocupado por Ludovico Pío en el 798 donde organizó una plaza fuerte perdida durante la revuelta de Aissó (826) y que no fue repoblada hasta que Wifredo el Velloso la ocupó de nuevo.
Borrell II otorgó en el año 986 una interesante Carta Puebla. Pocos restos quedan del castillo y de su primera iglesia. El año 1040 se consagraba de nuevo la iglesia de San Vicente. La villa de Cardona comenzó a crecer espectacularmente alrededor de la primera iglesia de San Miguel: la calle Mayor, la calle Graells, Cascalls, la Puerta de Barcelona, la Puerta de Graells, etc. lo atestiguan. En 1398 se consagra la nueva iglesia de San Miguel y Santa Eulalia, el Hospital de Santiago, las ampliaciones del castillo (Palau Comtal, Claustro Gótico, Capilla de San Ramón, etc.) de los condes de Cardona (título otorgado el 1375), ensalzados a duques desde 1491.
El castillo fue ampliado considerablemente a partir de la Guerra de los Segadores y sobre todo desde 1794 en que fue convertido en cuartel.